# Luis Rubiales
Pour les articles homonymes, voir Rubiales (homonymie).
Luis Manuel Rubiales Béjar, simplement dit Rubiales ou Luis Rubiales, est un ancien joueur de football et dirigeant sportif espagnol, né le 23 août 1977 à Las Palmas de Gran Canaria.
Après avoir présidé le syndicat de footballeurs AFE entre 2010 et 2018, il devient président de la Fédération espagnole de football le 17 mai 2018.  
Il est suspendu de ses fonctions par la FIFA en 2023 après avoir imposé un baiser en public — un acte qualifié d'agression sexuelle par de nombreux observateurs — à la joueuse Jennifer Hermoso, l'affaire prenant une ampleur inédite dans le monde sportif, suscitant de nombreuses réactions en Espagne et dans le reste du monde. Il est condamné pour agression sexuelle en février 2025, condamnation confirmée en appel. Il annonce un pourvoi. 

## Biographie
Luis Rubiales occupe le poste d'arrière latéral dans sa carrière de footballeur. Après cinq saisons au Levante UD, le club décide de résilier son contrat à la suite de la descente du club en Segunda.
Il est avocat inscrit au barreau de Soto del Real à Madrid.

## Controverses

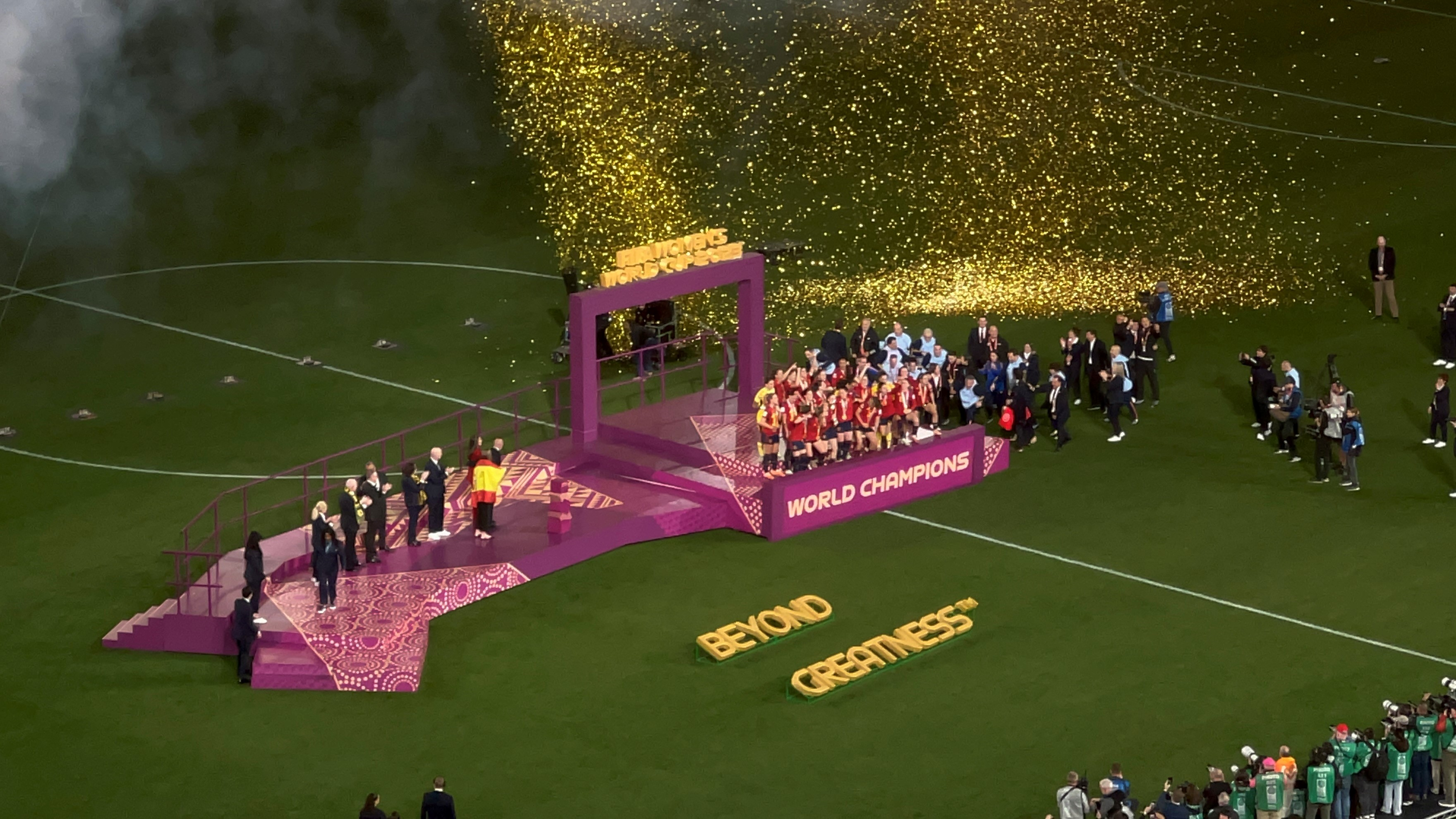
Les joueuses espagnoles fêtant le trophée de la Coupe du Monde Féminine de la FIFA 2023 (20 août 2023, Stadium Australia à Sydney).

### Supercopa File
Le 18 avril 2022, le média numérique espagnol El Confidencial a publié plusieurs documents et audios divulgués, qu'ils ont appelés Supercopa File, qui comprenaient des conversations survenues en 2019 entre Luis Rubiales et le footballeur et homme d'affaires Gerard Piqué.
Dans les audios, Luis Rubiales a négocié le paiement à Piqué de certaines commissions liées au fait que la Supercoupe d'Espagne se jouait en Arabie saoudite. L'une des conditions était que deux des quatre équipes participantes soient toujours le FC Barcelone (le club de Piqué) et le Real Madrid.
Luis Rubiales bénéficierait également de ces commissions en raison de la partie variable de son salaire au sein de la fédération. La fuite de ces audios a suscité une controverse obligeant Piqué et Luis Rubiales à donner des explications.
En 2022, Luis Rubiales porte plainte, réclamant que le contenu de la Wikipédia en espagnol susceptible d'être considéré comme portant atteinte à son honneur soit supprimé.
D'après le Monde, il est poursuivi dans cette affaire.

### Affaire du baiser imposé à Jennifer Hermoso
Le 20 août 2023, après la victoire de l'Espagne à la Coupe du monde féminine de football, Luis Rubiales embrasse la milieu de terrain Jennifer Hermoso lors de la cérémonie de remise des trophées. Par la suite, la joueuse indique s’être sentie « vulnérable et victime d’une agression » en étant la cible de ce baiser qui « n’était pas consenti ».
La loi espagnole considère qu'embrasser quelqu’un sans son consentement est une agression sexuelle. Le protocole de la fédération de football prescrit qu’embrasser de force une personne constitue une faute grave pouvant entraîner la suspension ou la démission. Critiquant le « faux féminisme » et un « assassinat social » lors d'une assemblée de la RFEF, Rubiales refuse de démissionner. Il est acclamé par plusieurs membres, tels que le sélectionneur Jorge Vilda. Son comportement et son refus de démissionner provoquent un tollé en Espagne et à l'étranger. En réponse, les joueuses de la sélection espagnole refusent de reprendre les matchs tant que Rubiales n'aura pas été sanctionné. Le président du gouvernement espagnol Pedro Sánchez et de nombreux ministres de son gouvernement critiquent vertement Rubiales.
Le 21 août 2023, Luis Rubiales s’est contenté de présenter ses excuses en affirmant qu’il s’agissait d’un baiser spontané, réciproque et consenti.
Le 26 août 2023, la FIFA le suspend de toute activité liée au football pendant 90 jours dans l’attente de la procédure disciplinaire,,. Le parquet espagnol annonce que Jennifer Hermoso a porté plainte le 6 septembre.
D’autres images aggravent son image, notamment celles où on le voit, dans la tribune d’honneur du stade, empoigner ses parties génitales pour célébrer la victoire à quelques mètres de la reine Letizia, de l’infante Sofía et du président de la FIFA Gianni Infantino.
Le 10 septembre 2023, Luis Rubiales annonce finalement qu’il démissionne de la présidence de la Fédération espagnole de football.
Le 30 octobre 2023, la FIFA interdit à Luis Rubiales d'effectuer toute activité liée au football pendant trois ans, en raison de sa conduite inappropriée lors de la finale de la Coupe du monde féminine de la FIFA 2023 en août.
Accusé d’agression sexuelle et de coercition pour avoir fait pression sur la footballeuse afin d’étouffer le scandale, il est jugé en février 2025, et condamné à 10.800 € d'amende pour agression sexuelle. Il est néanmoins relaxé des poursuites pour coercition. Tant Luis Rubiales que Jennifer Hermoso annoncent faire appel. En juin 2025, la Cour d'appel confirme sa condamnation, et il annonce un pourvoi. 